# Shannon Woodward

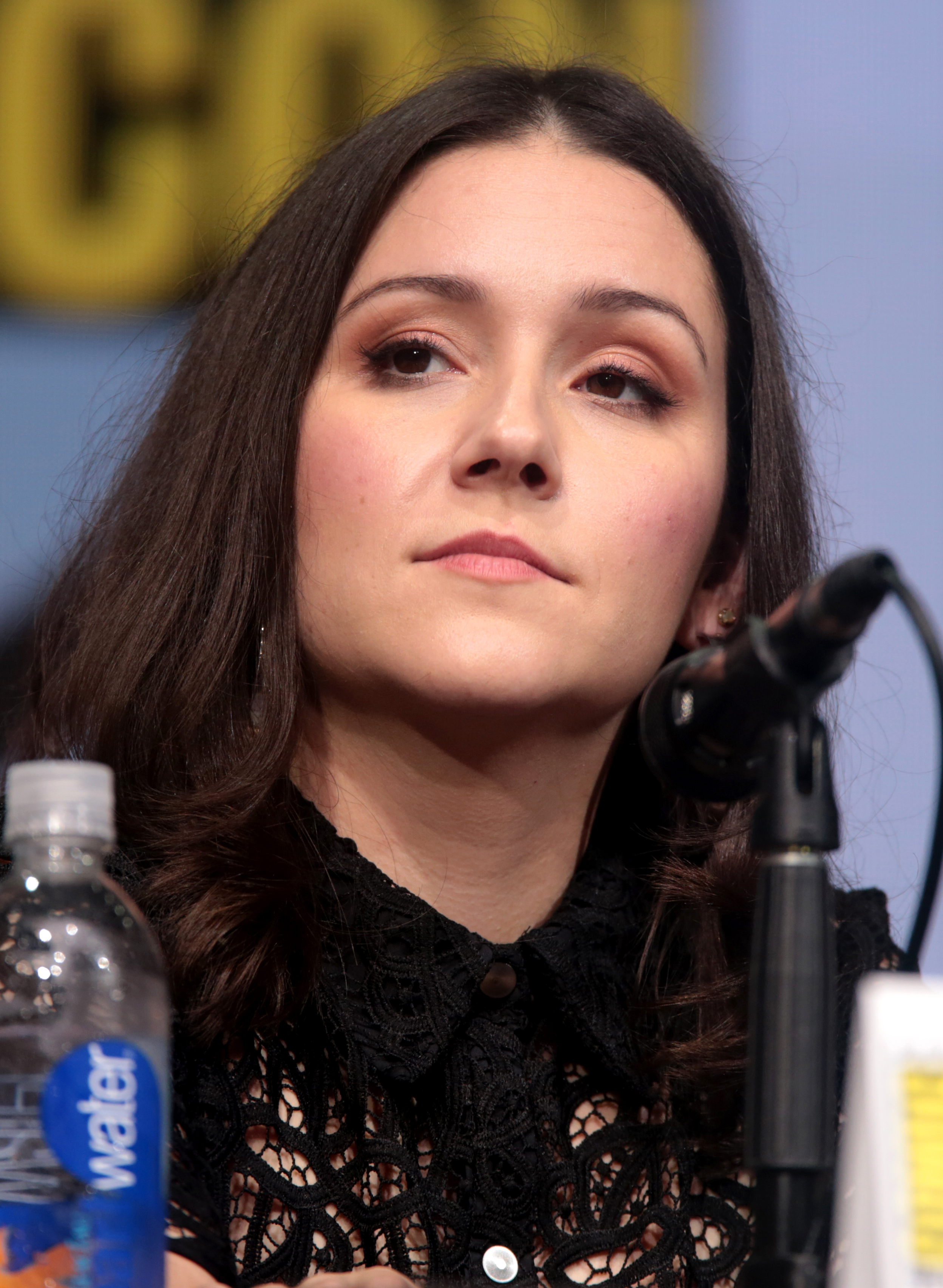
Shannon Woodward (2017)

Shannon Marie Woodward (* 17. Dezember 1984 in Phoenix, Arizona) ist eine US-amerikanische Schauspielerin, bekannt durch ihre Rollen in den Fernsehserien The Riches (2007–2008), Raising Hope (2010–2014) und Westworld (2016–2018), sowie dem Videospiel The Last of Us Part II (2020).

## Leben und Karriere
Shannon Woodward wurde im Dezember 1984 in Phoenix (Arizona) geboren. Bereits in ihrer Kindheit zog sie mit ihren Eltern nach Boca Raton (Florida) und besuchte dort die Olympic Heights Community High School. Nachdem sie im örtlichen Theater in einigen Stücken auftrat, wurde ein Castingagent auf sie aufmerksam, der ihr ihre ersten Auftritte in insgesamt drei Episoden der Nickelodeon-Comedyserie Clarissa verschaffte. Es folgten Rollen in den drei Fernsehfilmen Hilfe, meine Familie spinnt (1995), in dem sie erneut neben Melissa Joan Hart spielte, Tornado! (1996) und True Women (1997), bei dem sie nicht im Abspann genannt wurde.
Nach einer vierjährigen Pause war sie vermehrt als Gastdarstellerin in verschiedenen Fernsehserien zu sehen, darunter Crossing Jordan – Pathologin mit Profil, Malcolm mittendrin (beide 2001), Keine Gnade für Dad (2001–2002), Without a Trace – Spurlos verschwunden, Boston Public (beide 2003) und Medical Investigation (2004). Ihr Kinofilmdebüt hatte sie 2005 in der Actionkomödie Der Herr des Hauses als Tochter von Tommy Lee Jones’ Rolle, dem Texas Ranger Roland Sharp. In den folgenden zwei Jahren war sie in Nebenrollen in den Filmen The Quiet – Kannst du ein Geheimnis für dich behalten? und The Comebacks sowie in einzelnen Episoden von Cold Case – Kein Opfer ist je vergessen, Psych und Law & Order: Special Victims Unit zu sehen.
2007 wurde sie für eine Hauptrolle in der Dramedy-Fernsehserie The Riches gecastet, die zwei Staffeln lang auf dem Kabelsender FX lief. Sie spielte darin die Teenage-Tochter und das mittlere Kind Daliha „Di Di“ Malloy einer Familie des fahrenden Volkes, die ihrem Clan den Rücken kehren und die Identität eines wohlhabenden Ehepaares annehmen. Nach dem Ende der Serie porträtierte sie 2008 im Horror-Thriller Molly Hartley – Die Tochter des Satans die Rebelin Leah und eine Freundin der titelgebenden Hauptfigur (Haley Bennett). Anschließend war sie in zwei Episoden der 15. und letzten Staffel der langlebigen NBC-Krankenhausserie Emergency Room – Die Notaufnahme als Kelly Taggart, der jüngeren Schwester der Krankenschwester Samantha Taggart (Linda Cardellini), zu sehen und wirkte als Hauptdarstellerin an dem Thriller Dark Legends – Neugier kann tödlich sein und der Indie-Komödie Girlfriend mit.
Im März 2010 ersetzte sie Olesya Rulin in der Sitcom Raising Hope als Supermarktmitarbeiterin Sabrina Collins, die Jimmy Chance (Lucas Neff) gerne Ratschläge bei der Erziehung seiner Tochter Hope (Baylie und Rylie Cregut) gibt. Dort war sie bis zum Serienfinale im April 2014 in allen 88 produzierten Episoden zu sehen. 2013 spielte sie neben John Cusack und Emma Roberts in der Indie-Komödie Adult World mit.
In dem 2020 veröffentlichten Videospiel The Last of Us Part II verkörpert sie die Rolle der Dina.

## Filmografie (Auswahl)
- 1991–1994: Clarissa (Clarissa Explains It All, Fernsehserie)
- 1995: Hilfe, meine Familie spinnt (Family Reunion: A Relative Nightmare, Fernsehfilm)
- 1996: Tornado! (Fernsehfilm)
- 1997: True Women (Fernsehfilm)
- 2001: Crossing Jordan – Pathologin mit Profil (Crossing Jordan, Fernsehserie, Episode 1x01)
- 2001: Malcolm mittendrin (Malcolm in the Middle, Fernsehserie, Episode 3x01)
- 2001–2002: Keine Gnade für Dad (Grounded for Life, Fernsehserie, 3 Episoden)
- 2003: Without a Trace – Spurlos verschwunden (Without a Trace, Fernsehserie, Episode 2x06)
- 2003: Boston Public (Fernsehserie, 2 Episoden)
- 2004: Medical Investigation (Fernsehserie, Episode 1x11)
- 2005: Der Herr des Hauses (Man of the House)
- 2005: The Quiet – Kannst du ein Geheimnis für dich behalten? (The Quiet)
- 2006: Cold Case – Kein Opfer ist je vergessen (Cold Case, Fernsehserie, Episode 3x12)
- 2007: Psych (Fernsehserie, Episode 1x15)
- 2007: The Comebacks
- 2007: Law & Order: Special Victims Unit (Fernsehserie, Episode 9x06)
- 2007–2008: The Riches (Fernsehserie, 20 Episoden)
- 2008: Molly Hartley – Die Tochter des Satans (The Haunting of Molly Hartley)
- 2009: Criminal Minds (Fernsehserie, Episode 04x15)
- 2009: Emergency Room – Die Notaufnahme (ER, Fernsehserie, 2 Episoden)
- 2009: Dark Legends – Neugier kann tödlich sein (The Shortcut)
- 2010: Girlfriend
- 2010–2014: Raising Hope (Fernsehserie, 88 Episoden)
- 2013: Adult World
- 2014: Search Party
- 2015: The Breakup Girl
- 2016: Der Kult – Die Toten kommen wieder (The Veil)
- 2016–2018: Westworld (Fernsehserie, 13 Episoden)
- 2017: Shotgun (Fernsehserie, Episode 1x02)
- 2017: The Guest Book (Fernsehserie, Episode 1x06)
- 2017: The Runaround – Die Nachtschwärmer (All Nighter)
- 2018: Portlandia (Fernsehserie, Episode 8x05)
- 2018: Drunk History (Fernsehserie, Episode 5x06)
- 2019: Ode to Joy
- 2021: Happily
- 2021: Mr. Corman (Fernsehserie, 2 Episoden)
- 2021: Dear White People (Fernsehserie, Episode 4x02)
- 2022: True Story (Fernsehserie, Episode 4x02)
- 2023: Jagged Mind